# Grampeamento de voltagem

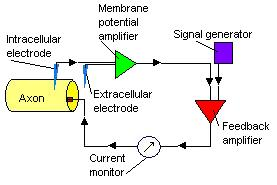
A técnica Grampeamento de Voltagem opera por feedback negativo. O Potencial da membrana amplifica medições de voltagem da membrana e envia saída como feedback ao amplifier; Assim, a voltagem da membrana é subrtaída pela voltagem do comando, quando recebe sinais do gerador. Este sinal é aplificado e a saída é enviada para o axômio via corrente do eletrodo.

Grampeamento de tensão (voltage clamp) é a técnica utilizada pelos pesquisadores Alan Lloyd Hodgkin e Andrew Huxley quando decidiram estudar as propriedades da membrana do axônio.
Nesta técnica é utilizado pulsos de tensão em vez de pulsos de correntes para controlar o mecanismo explosivo envolvido na geração do potencial de ação nos neurônios.
Esta técnica era muito utilizada na eletrofisiologia

## Variações da Técnica Grampeamento de Tensão
Uma explicação mais detalhada pode ser encontrada nos links:
Guia de Axonios.
PDF do Axon Instruments.